# Georgia King
 (décembre 2013).
Si vous disposez d'ouvrages ou d'articles de référence ou si vous connaissez des sites web de qualité traitant du thème abordé ici, merci de compléter l'article en donnant les références utiles à sa vérifiabilité et en les liant à la section « Notes et références ».
Georgia King est une actrice de nationalité britannique, née le 18 novembre 1986 à Édimbourg en Écosse.

## Biographie
Georgia King est la fille de l'acteur Jonathan Hyde et de la chanteuse d'opéra Isobel Buchanan. Elle a étudié dans une école privée à Exeter, dans le Devon.
Elle fait ses débuts à l'écran dans un court métrage : Je pense par conséquent[réf. nécessaire]. En 2006, elle apparaît pour la première fois à la télévision, dans la mini-série Jane Eyre dans laquelle elle joue Rosamond Oliver. En 2008, elle décroche ses premiers rôles au cinéma : elle incarne Harriet, la chef des élèves et principale antagoniste d'Emma Roberts dans Wild Child, et apparaît dans le rôle de Lady Teazle dans The Duchess au côté de Keira Knightley. En 2010, elle apparaît dans le film Chalet Girl de Phil Traill au côté de Felicity Jones et Ed Westwick. L'année suivante, Georgia joue dans Un jour de Lone Scherfig.
En 2012, elle tient l'un des rôles principaux dans la série The New Normal.

## Filmographie
Sauf indication contraire, les informations mentionnées dans cette section peuvent être confirmées par la base de données cinématographiques IMDb,  présente dans la section « Liens externes ».

### Cinéma
- 2008 : The Duchess de Saul Dibb : Lady Teazle
- 2008 : Wild Child de Nick Moore : Harriet
- 2009 : Tanner Hall de Tatiana von Fürstenberg et Francesca Gregorini : Victoria
- 2009 : The Academy (court-métrage) : Khloe
- 2009 : Tormented de Jon Wright (en)  : Sophia
- 2009 : The Academy Part 2 : First Impressions (direct-to-video) : Khloe
- 2009 : Vivaldi, the Red Priest : Vittoria
- 2009 : St. Trinian's 2 : The Legend of Fritton's Gold d'Oliver Parker et Barnaby Thompson : Juliet
- 2010 : Chalet Girl de Phil Traill : Jules
- 2010 : Cadavres à la pelle de John Landis : Emma
- 2011 : Un jour de Lone Scherfig : Suki Meadows
- 2012 : Eliminate: Archie Cookson : Lucy
- 2012 : Cockneys vs Zombies de Matthias Hoene : Emma
- 2013 : Austenland de Jerusha Hess : Lady Amelia Heartwright
- 2015 : Kill Your Friends d'Owen Harris : Rebecca
- 2015 : Strings (court-métrage)
- 2015 : Your Hands (court-métrage) : Iris
- 2018 : Parallel d'Isaac Ezban : Leena

### Télévision
- 2006 : Jane Eyre (mini-série) : Rosamond Oliver (épisodes 3 et 4)
- 2007 : The History of Mr Polly (téléfilm) : Christabel
- 2007 : The Shadow in the North (téléfilm) : Lady Mary
- 2008 : La Petite Dorrit : Pet Meagles / Pet Gowan (9 épisodes)
- 2009 : Plus One (en) (série télévisée) : Astrid (saison 1, épisode 5)
- 2009 : Free Agents (série télévisée) : Jodie
- 2009 : Vivaldi, il prete rosso, mini-série télévisée de Liana Marabini : Vittoria
- 2009 : Off the Hook (en) (série télévisée) : Weird Bloke (3 épisodes)
- 2010 : Hercule Poirot : Le Crime d'Halloween : Frances Drake
- 2010 : Merlin (série télévisée) : la Princesse Elena (saison 3, épisode 6)
- 2011 : Sugartown (série télévisée) : Carmen (3 épisodes)
- 2011 : Comedy Showcase (série télévisée) : Winnie
- 2012 : Sinbad (série télévisée) : Roisin (saison 1, épisode 6)
- 2012 : Skins (série télévisée) : Clara, la sœur de Franky (saison 6, épisode 10)
- 2012 : The Academy: Special (téléfilm) : Khloe
- 2012 - 2013 : The New Normal (série télévisée) : Goldie Clemmons (principale)
- 2015 : Vicious (série télévisée) : Jess Foster (2 épisodes)
- 2016 : Vice Principals (série télévisée) : Amanda Snodgrass